# Isabelle Gelinas
Isabelle Gelinas (ur. 13 października 1963 w Montrealu) – francuska aktorka filmowa.

## Biogram
Isabelle Gelinas urodziła się w Montrealu w prowincji Quebec w Kanadzie. Najpierw kształciła się w prywatnej Szkole Aktorskiej Cours Florent w Paryżu, a później w Konserwatorium CNSAD. Wykładali tam m.in.: Pierre Vial, Daniel Mesguich i Michel Bouquet.
Jej początki w zawodzie nie były pozbawione trudności, a ona często była kwalifikowana jako "zbyt młoda", "zbyt dojrzała", a nawet "nie dość nowoczesna". Miała problemy ze znalezieniem swojego miejsca w dziedzinie aktorstwa. Rozpoczęła karierę w latach 1982/86  w teatrze, grając w kilku dramatach Moliera w reżyserii Jeana Davy'ego.

### Kariera aktorska
W 1986 roku udział w krótkim filmie Triple Sec z Suzanne Flon i André Dussollierem dał jej szansę, aby rozpocząć karierę filmową.
Przełom nastąpił w  roku  1988 roku, kiedy wyróżniła się w  filmowej komedii Suivez cet Avion (1989) z Lambert Wilson oraz w filmie dramatycznym Szuani! z Philippem Noiret.
W roku 1991 grała główną rolę razem z Derekiem de Lintem w filmie Płonący brzeg, który był od stycznia 2015 do końca lutego 2015  emitowany w odcinkach w Telewizji Polskiej.
Zaczęła też w tym samym czasie telewizyjną karierę gościnnie w kilku filmach głównie w reżyserii Caroline Huppert. Potem grała w filmach dramatycznych Mado poste restante (1989),  Louis, the Child King (1992), Drôles d'oiseaux (1993) oraz w filmach komediowych À l'heure où Les Grands Fauves boire vont (1993) oraz Regarde-moi Quand je te Quitte (1993).
W drugiej części dekady zagrała role drugoplanowe w dwóch udanych filmach: Didier (1997) z Jean-Pierrem Bacri i Alainem Chabatem oraz Paparazzi (1998) z Vincentem Lindonem i Patrickiem Timsitem. Występowała też w filmach telewizyjnych z różnych dziedzin, takich jak Moi'', Generał de Gaulle (1990), J'ai deux amours (1996) i Chaos technique (1997).
W następnej dekadzie zagrała w kilku filmach komediowych, takich jak Les gens en maillot de bain ne sont pas (2001), Ne quittez pas (2003), Cherche fiancé tous frais payés (2005) i Ça se soigne (2008).

### Filmografia
- 1988: Szuani!
- 1990; Generał de Gaulle
- 1991: Płonący brzeg - Centaine de Thiry
- 1997 Didier
- 1998 Chaos technique
- 2007 Rodzice na skraju załamania nerwowego
- 2010 Obława